# Diodogorgia capensis
Diodogorgia capensis är en korallart som först beskrevs av Thomson 1911.  Diodogorgia capensis ingår i släktet Diodogorgia och familjen Anthothelidae. Inga underarter finns listade i Catalogue of Life.